# Saint-Julien-lès-Russey
Saint-Julien-lès-Russey – miejscowość i gmina we Francji, w regionie Burgundia-Franche-Comté, w departamencie Doubs.
Według danych na rok 1990 gminę zamieszkiwało 114 osób, a gęstość zaludnienia wynosiła 11 osób/km² (wśród 1786 gmin Franche-Comté Saint-Julien-lès-Russey plasuje się na 629. miejscu pod względem liczby ludności, natomiast pod względem powierzchni na miejscu 416.).